# Anarta albirena
Anarta albirena là một loài bướm đêm trong họ Noctuidae.